# Farní sbor Českobratrské církve evangelické v Novém Jičíně
Farní sbor Českobratrské církve evangelické v Novém Jičíně je sborem Českobratrské církve evangelické v Novém Jičíně. Sbor spadá pod Moravskoslezský seniorát.
Sbor byl založen roku 1947; sborová budova z roku 1908 dříve sloužila německému evangelickému sboru.
Farářem sboru je Pavel Prejda a kurátorem sboru je Petr Jasinský.

## Faráři sboru
- Ilja Burian (1947–1942)
- Bohuslav Polívka (1954–1978)
- Jan Zátorský (1978–1988)
- Vlastimil Kovář (1995–2007)
- Pavel Prejda (od 2008)